# جيورجوس إيوانيديس
جيورجوس إيوانيديس (باليونانية: Γιώργος Ιωαννίδης)‏ هو لاعب كرة قدم يوناني في مركز الوسط، ولد في 4 مايو 1988 في سيرس في اليونان. شارك مع منتخب اليونان تحت 19 سنة لكرة القدم ومنتخب اليونان تحت 21 سنة لكرة القدم. أما مع النوادي، فقد لعب مع أوفي كريت وباناثينايكوس وليفادياكوس ونادي إيراكليس.

## وصلات خارجية
- جيورجوس إيوانيديس على موقع قاعدة بيانات كرة القدم.إي يو (الإنجليزية)
- جيورجوس إيوانيديس على موقع Soccerway.com (الإنجليزية)